# Bweiti
Bweiti (tiếng Ả Rập: بويطي) là một ngôi làng Syria nằm ở Saraqib Nahiyah ở huyện Idlib, Idlib. Theo Cục Thống kê Trung ương Syria (CBS), Bweiti có dân số 784 trong cuộc điều tra dân số năm 2004.